# Abby Denson
Abby Denson es una dibujante, escritora y música estadounidense, conocida por su serie de cómics para jóvenes homosexuales Tough Love y sus guías de viaje en cómics a Tokio y Japón.

## Vida personal
Abby Denson nació en Illinois, pero creció en West Hartford, Connecticut. Recibió una licenciatura en Estudios Culturales del Eugene Lang College y una licenciatura en Bellas Artes en Ilustración de la Parsons School of Design. Vive en Brooklyn, Nueva York, y es la creadora de City Sweet Tooth, su blog en línea que reseña los mejores dulces y golosinas de la ciudad en formato de cómic.

## Historietas
Abby Denson inicialmente autopublicó Tough Love, un minicomic sobre dos adolescentes homosexuales en la escuela secundaria. Ella envió una copia a  la revista XY para su revisión, que la publicó por entregas durante varios años, mientras Denson completaba la historia. Fue la ilustradora de la portada de la edición especial de la Guía de Supervivencia de XY. En 2006, la serie fue reimpresa como novela gráfica por Manic D Press. Denson ganó el premio Lulu del año 2007 de la organización de cómics Friends of Lulu, y fue nominada para un premio Stonewall de la Asociación de Bibliotecas de Estados Unidos.
Denson ha trabajado en varios cómics de grapa, como Amazing Spider-Man Family, Josie and the Pussycats, The Powerpuff Girls, Sabrina the Teenage Witch, y Kim Possible. Al mismo tiempo, ha seguido publicando sus propios cómics autoeditados, incluidos Night Club, Jamie Starr Teen Drag Queen, Deadsy Cat & Kissy Kitty, Cute Boys of the 80's y otros.
Denson colaboró en la antología de Friends of Lulu The Girls' Guide To Guy's Stuff, la antología de Robert Kirby y David Kelly The Book of Boy Trouble 2 y la antología de Tim Fish Young Bottoms In Love.
La novela gráfica de Denson, Dolltopia, fue publicada en 2009 por Green Candy Press. Obtuvo un premio de plata en el Moonbeam Children's Book Award y un premio de bronce en los 4º Premios Internacionales del Manga.
En 2014 y 2018 publicó dos guías de viaje ilustradas. Su Cool Japan Guide: Fun in the Land of Manga, Lucky Cats and Ramen (2014) se resume como una.".. guía de viajes moderna y práctica con su experiencia como visitante frecuente de Japón y sus ilustraciones brillantes y vibrantes". Luego llegó Cool Tokyo Guide: Adventures in the City of Kawaii Fashion, Train Sushi and Godzilla (2018), considerada una guía práctica para la metrópolis de Japón, que a pesar de su "estilo manga alegre" dirigido a lectores adolescentes, se consideró suficientemente adecuada para su uso también por parte de adultos y recibió un premio IPPY en 2019.
Colaboró con el artista Utomaru en el cómic de 2021 Kitty Sweet Tooth 's Tasteorama de First Second Books. Las reseñas de este libro incluyeron "Una explosión de sol dulce como el azúcar para nuevos lectores" y "La dulce aventura de Denson complacerá tanto a los amantes de las películas como a los postres." Los trazos atrevidos y los colores vivos de Utomaru realzan esta comedia dulce".

## Música
Denson ha estado en varias bandas, incluida la banda compuesta exclusivamente por mujeres Mz. Pakman, Let's Audio, Abbymatic y, más recientemente, The Saturday Night Things. También colaboró con Rodney Alan Greenblat en el álbum Let's Audio.

## Publicaciones

### Libros y novelas gráficas
- Tough Love: High School Confidential, Manic D Press, 2006
- Dolltopia, Green Candy Press, 2009
- Cool Japan Guide: Fun in the Land of Manga, Lucky Cats and Ramen. Tuttle Publishing, 2014
- Cool Tokyo Guide: Adventures in the City of Kawaii Fashion, Train Sushi and Godzilla. Tuttle Publishing, 2018 ISBN 978-4-8053144-1-8
- Kitty Sweet Tooth, ilustrado por Utomaru. First Second, 2021. ISBN 9781250196774
- Kitty Sweet Tooth Makes a Movie, ilustrado por Utomaru. First Second, 2022. ISBN 9781250196781

### Contribuciones
- The Book of Boy Trouble 2: Born to Trouble, editado por Robert Kirby y David Kelly, Green Candy Press, 2008 ISBN 978-1-931160-65-0
- The Girls' Guide to Guy's Stuff, Friends of Lulu, 2007
- Young Bottoms In Love, editado por Tim Fish, Poison Press, 2007 ISBN 978-0-9762786-7-2